# Check It Out
Singles de will.i.am
OMG
(2010) Free
(2011)
Singles par Nicki Minaj
2012 (It Ain't the End)
(2010) Monster
(2010)
Check It Out est une chanson interprétée par le rappeur américain will.i.am et la rappeuse Trinidadienne Nicki Minaj. La chanson, écrite par will.i.am et Minaj, contient des samples du hit single de 1979, Video Killed the Radio Star par le groupe The Buggles. Après sa sortie, il débuta au US Billboard Hot 100 à la 78e place et la 48e place au Canadian Hot 100. Il apparait sur le premier album studio de Minaj, Pink Friday, mais il n'est pas sorti en tant que single de l'album. La version de la chanson pour le Royaume-Uni est aussi en collaboration avec la chanteuse britannique Cheryl Cole.

## Clip
Le clip est réalisé par Rich Lee.

## Listes des pistes
- UK CD Single

1. "Check It Out" – 4:11
2. "Check It Out" [Special Mix] (Feat. Cheryl Cole) - 4:11

- Pre-Release Single

1. "Check It Out" [Radio Mix] (Feat. Cheryl Cole) - 3:25
2. "Check It Out" [Main Version] - 4:11

- Téléchargement digital

1. "Check It Out" – 4:11
2. "Check It Out" (Benny Benassi Remix) - 5:55
3. "Check It Out" (Shameboy Remix) - 5:11

## Classement
| Classement (2010-2011)                      | Meilleure position |
| ------------------------------------------- | ------------------ |
| Australie (ARIA)                            | 21                 |
| Belgique (Flandre Ultratip 100)             | 4                  |
| Belgique (Wallonie Ultratip 50)             | 2                  |
| Tchéquie (IFPI Rádio)                       | 62                 |
| Canada (Hot 100)                            | 14                 |
| Danemark (IFPI Dance)                       | 40                 |
| Europe Hot 100 Singles                      | 36                 |
| Irlande (IRMA)                              | 14                 |
| Japon (Hot 100)                             | 44                 |
| Pays-Bas (Nederlandse Top 40)               | 27                 |
| Écosse (OCC)                                | 12                 |
| Slovaquie (IFPI Rádio)                      | 26                 |
| Royaume-Uni (UK Singles Chart)              | 11                 |
| États-Unis (Hot 100)                        | 24                 |
| États-Unis Hot Dance Club Songs (Billboard) | 48                 |
| États-Unis (R&B/Hip-Hop Songs)              | 100                |
| États-Unis (Rap Songs)                      | 14                 |
| États-Unis (Pop Airplay)                    | 21                 |

## Historique de sortie
| Pays        | Date              | Format                 |
| ----------- | ----------------- | ---------------------- |
| États-Unis, | 3 septembre 2010  | Téléchargement digital |
| États-Unis, | 14 septembre 2010 | Mainstream radio       |
| États-Unis, | 19 octobre 2010   | Urban radio            |
| Royaume-Uni | 31 octobre 2010   | Téléchargement digital |
| Royaume-Uni | 1er novembre 2010 | CD single              |